# Propriedade rural

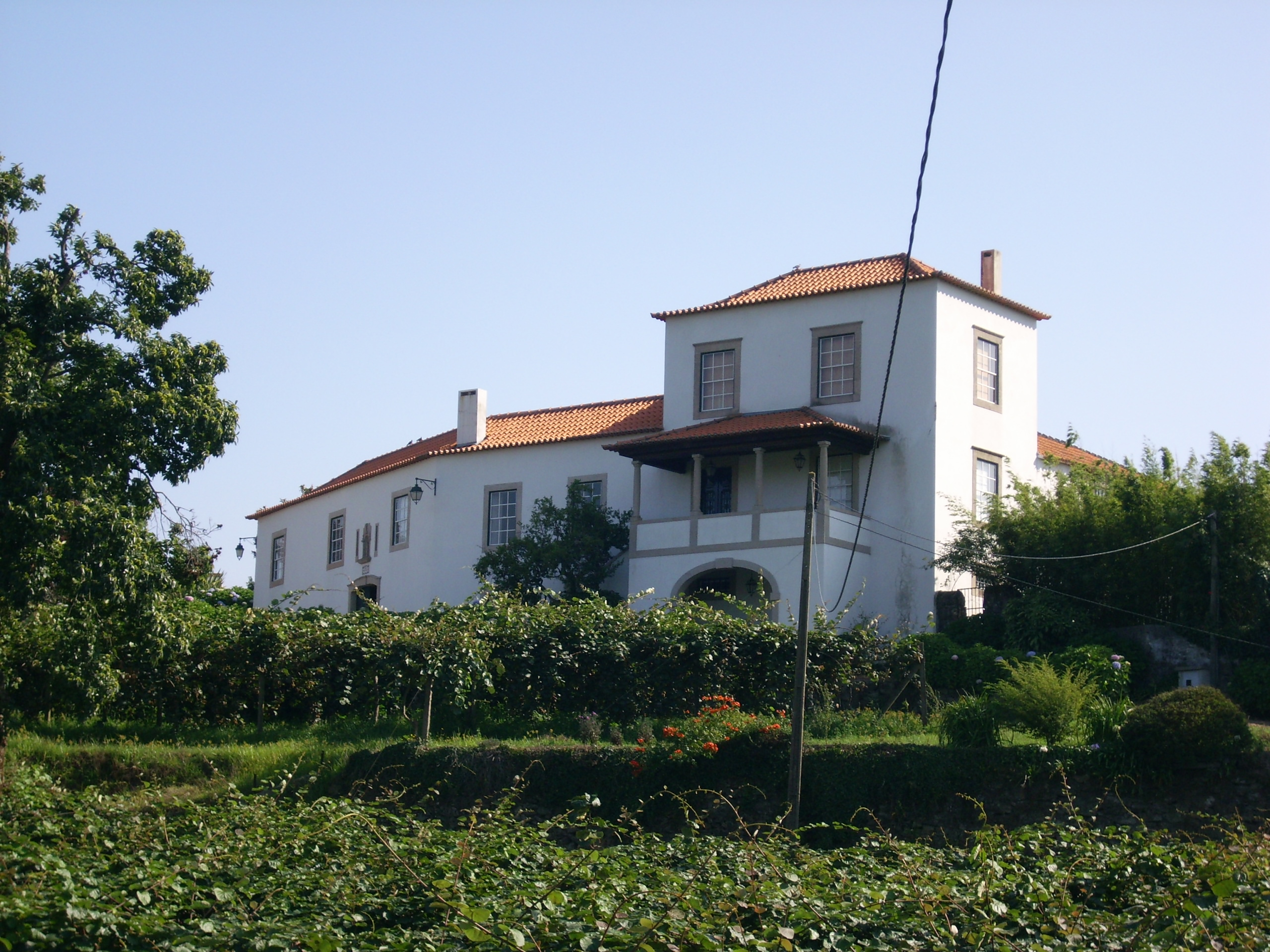
Quinta do Outeiro
em Vila Nova de Gaia, Portugal.

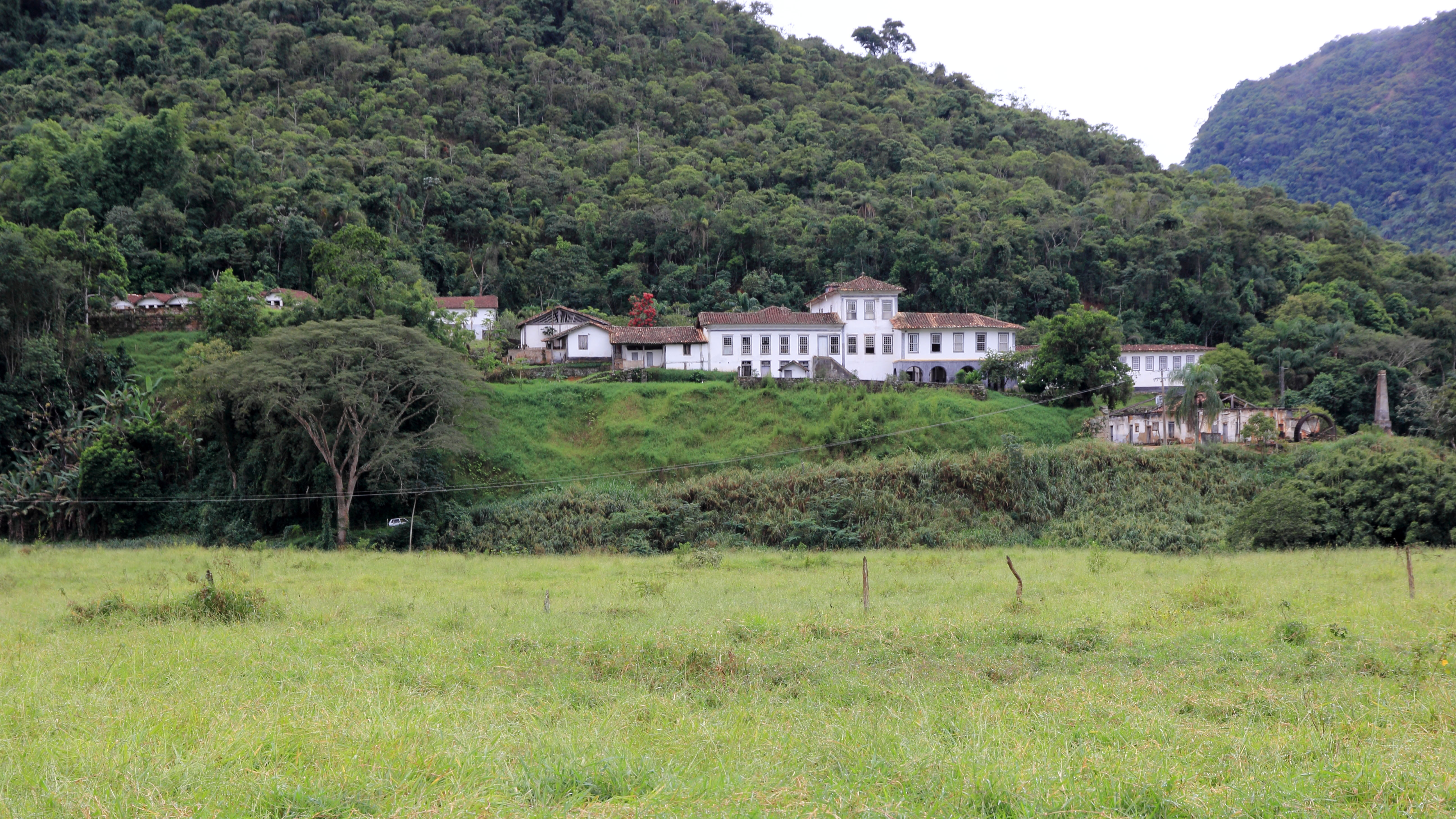
Fazenda Santa Clara
em Santa Rita de Jacutinga, Minas Gerais, Brasil

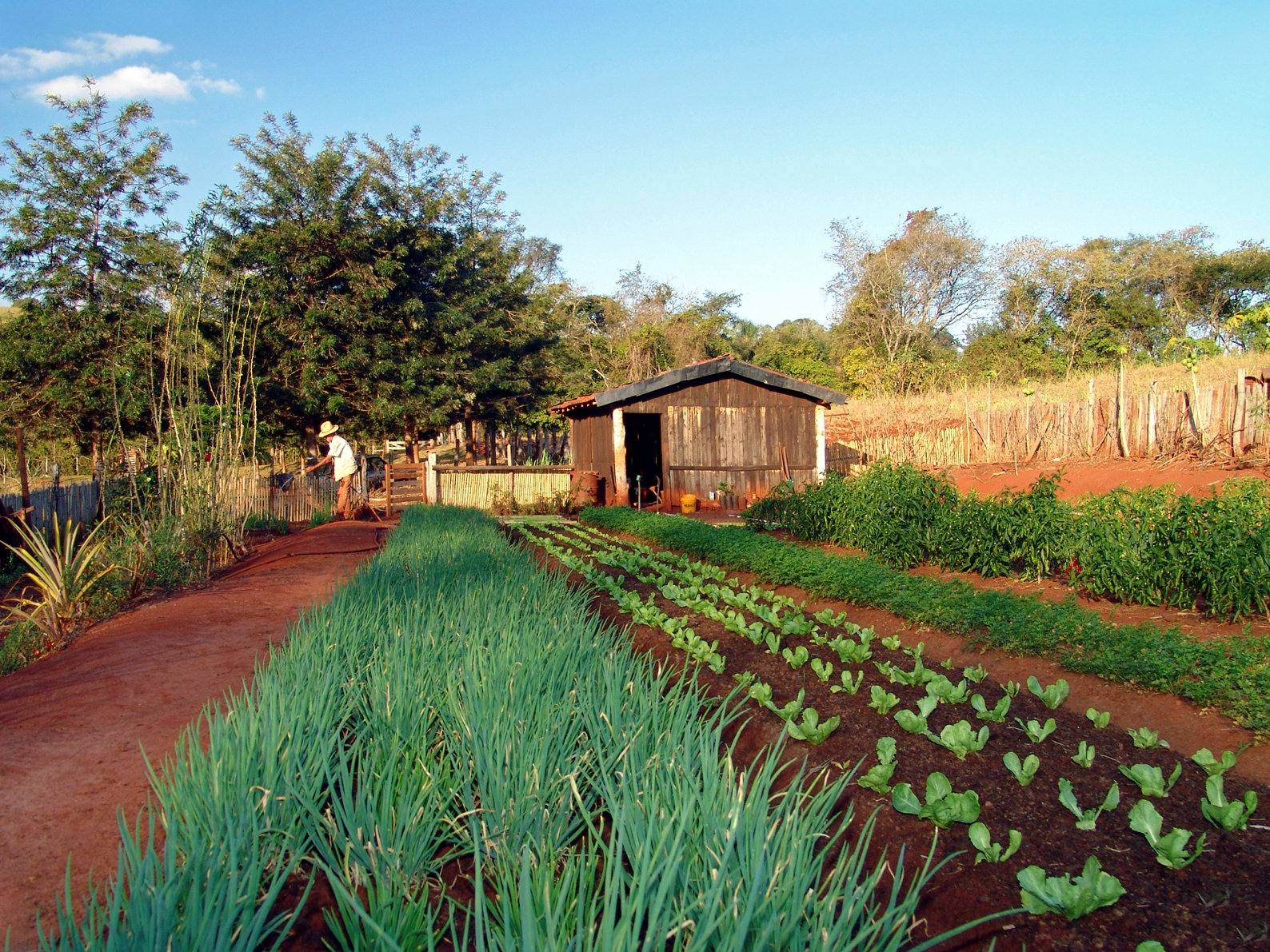
Chácara em Avaré,
São Paulo, Brasil

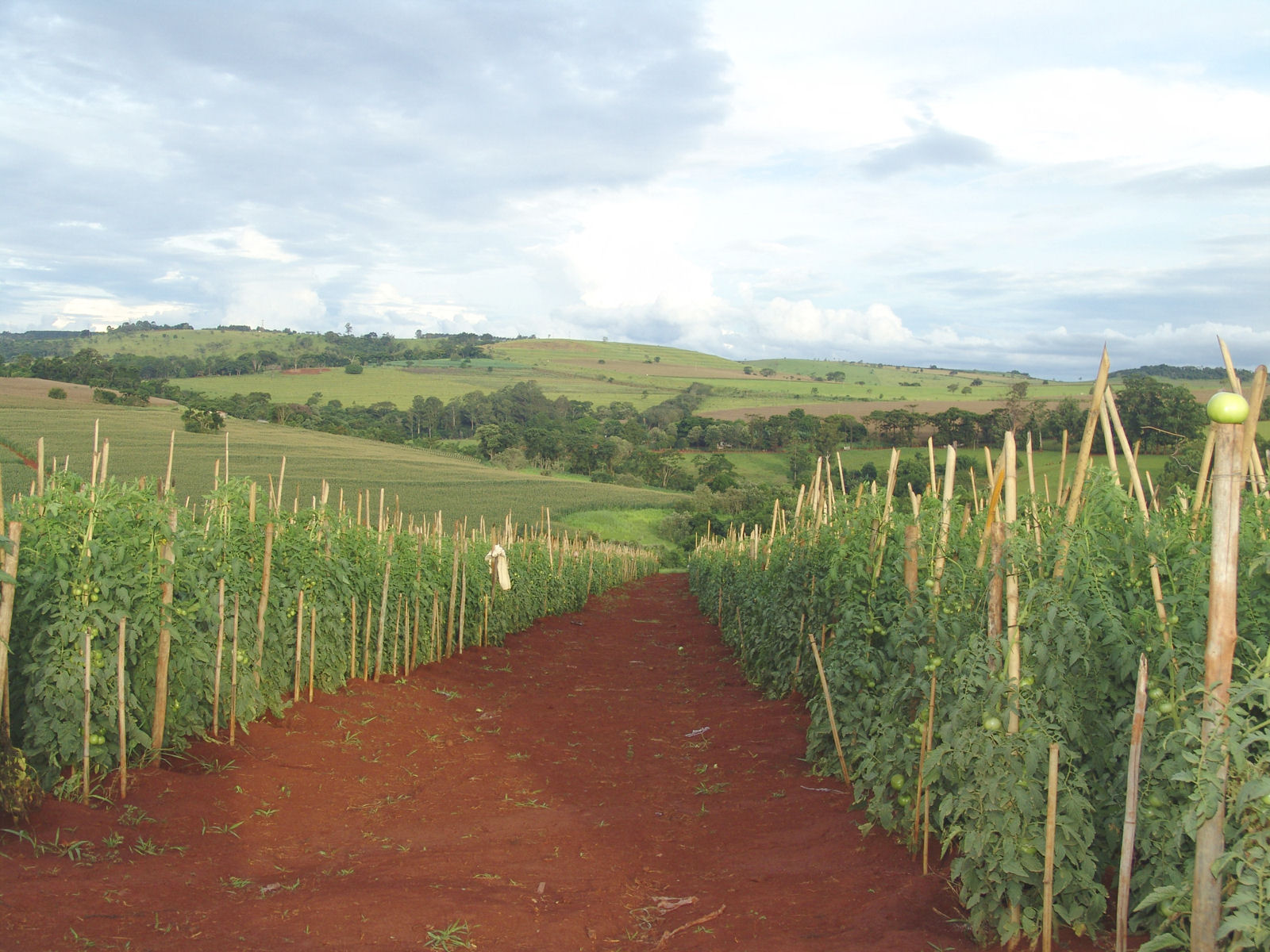
Roça de tomate.

Uma propriedade rural  ou propriedade rústica é geralmente composta por um imóvel e um terreno destinado à prática da agricultura e da pecuária.

Existem nomes variados para diferentes tipos de propriedades rurais, conforme a localidade e os tipos de atividade produtiva ali realizados, como por exemplo quinta, sítio, chácara, roça, estância, herdade, granja, fazenda, engenho, rancho .
Algumas indústrias localizam-se especificamente na propriedade rural. A indústria sucro-alcooleira e a olaria têm esta característica.

## Denominações
De acordo com a destinação e a área ocupada e utilizada, a propriedade rural toma várias denominações, que variam ainda conforme a região:
- Rancho
- Sítio
- Chácara
- Roça
- Quinta
- Estância
- Granja
- Cabana
- Fazenda
- Engenho